# محوطه صلوات‌آباد
محوطه صلوات آباد مربوط به سدهٔ ۵ ه‍.ق است و در شهرستان بیجار، روستای صلوات آباد واقع شده و این اثر در تاریخ ۸ مرداد ۱۳۸۱ با شمارهٔ ثبت ۵۹۱۷ به‌عنوان یکی از آثار ملی ایران به ثبت رسیده‌است.